# Associatie van Surinaamse Reisagenten
De Associatie van Surinaamse Reisagenten (ASRA) is een Surinaamse organisatie die de belangen behartigt van agenten in de Surinaamse reiswereld
De organisatie werd in 1972 opgericht. Leden waren op dat moment Alcoa Travel Bureau, de Boers Veem-Maduro, CHM Reisbureau, Chiu Hung's Travel Bureau, Does Travel Service, Kersten & Co Reisbureau, Kroonvlag Suriname en SLM Reisbureau.
De organisatie richt zich onder meer tot de regering om zaken aan de orde te stellen of voorstellen te doen, of rechtstreeks tot bedrijven in de branche, zoals luchtvaartmaatschappij KLM. Terwijl de toerismesector in Suriname tijdens de coronacrisis was ingezakt, was de ASRA samen met United Tour Guides Suriname en de Suriname Hospitality and Tourism Association een overlegpartner van het ministerie van HI&T om de impact van de crisis zoveel mogelijk te beperken.